# Bisingen
 Bisingen es una localidad del Distrito de Zollernalb en Alemania en plena Selva Negra.

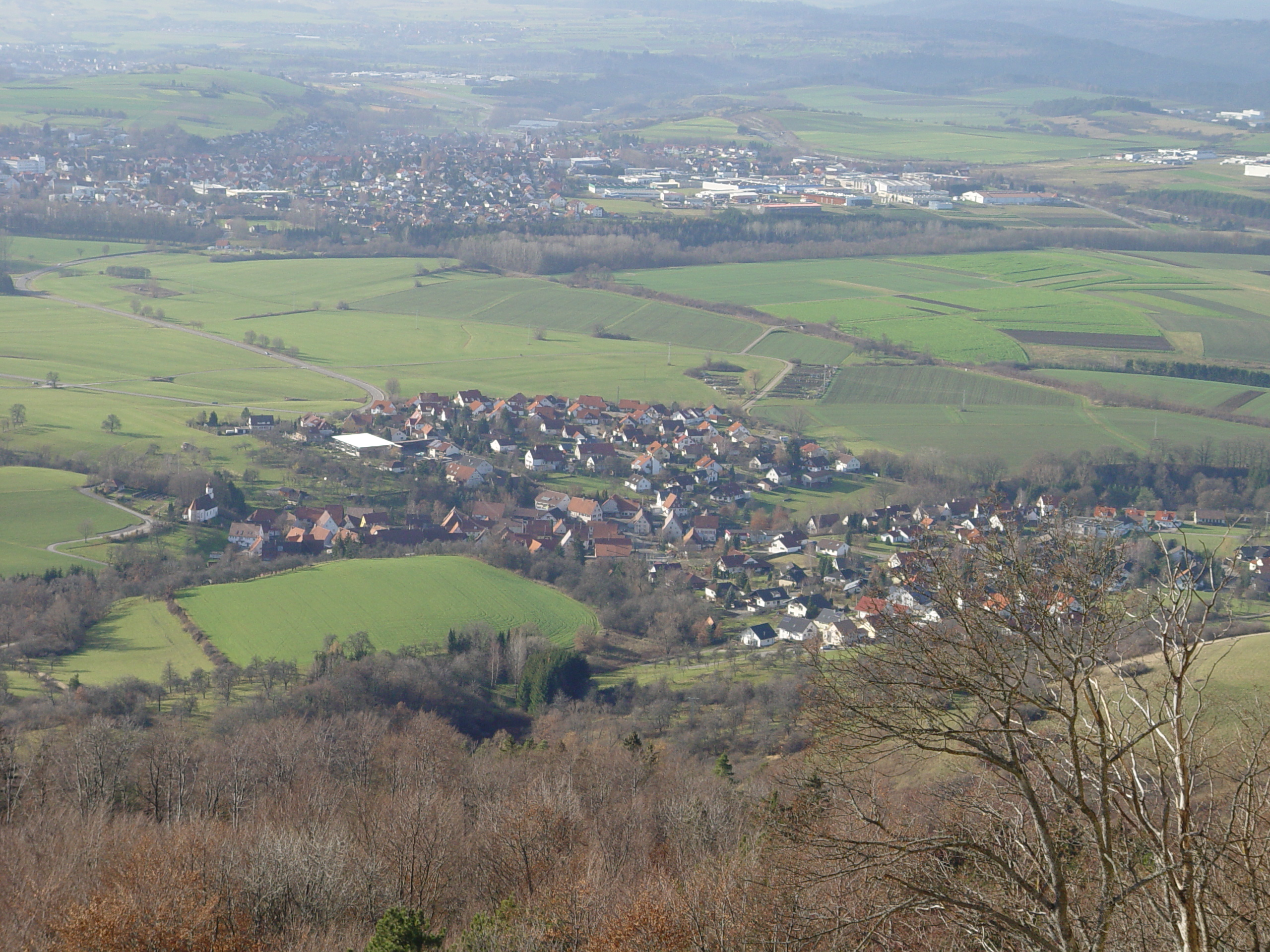
Bisingen visto desde el castillo de Hohenzollern.